# Николай VII Хахот
Николай (Николас, Миклош) (VII) Хахот (венг. Hahót nembeli (VII.) Miklós; 1290-е годы — 1359 год) — венгерский барон и военный из рода Хахот, который служил в качестве бана Славонии (1343—1346, 1353—1356) и бана Хорватии (1345—1346, 1353—1356). В этом качестве он сыграл ключевую роль в восстановлении венгерского сюзеренитета над Хорватией. Также известный как Николай из Алсолендвы, он был родоначальником могущественной знатной семьи Банфи де Алсолендва.

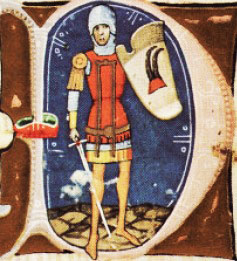
Хахольд I Хахот, родоначальник венгерского дворянского рода Хахотов

Представитель рода Хахот, Родился в 1290-х годах. Единственный сын Иштвана I Хахота, который был упомянут как ишпан Вараждинского комитата в 1297 году, и неопознанной дочери палатина Денеша Печа. Иштван Хахот был верным сторонником короля Венгрии Андраша III, участвовал в нескольких военных кампаниях против Австрии и конкурирующей семьи Кесеги в Трансданубии и Славонии.
Согласно Венгерской иллюминированной хронике, написанной в 1350-х годах, когда политическая карьера Николая достигла своего пика, предком рода Хахотов был некий немецкий рыцарь Хахольд I (прапрапрадед Николая), потомок графов Веймар-Орламюнде и поселившийся в Королевство Венгрия в 1163 году по приглашению короля Иштвана III для борьбы против узурпатора дяди Иштвана IV и его союзников, рода Чак.
Большинство историков отвергли эту интерпретацию. Элемер Малюш отождествил два географических названия с Вартбургом и Мейсеном в Тюрингии (маркграфство Мейсен), отметив, что ни одно из них не было частью поместий дома Веймар-Орламюнде, который правил Мейсеном с 1046 по 1067 год . Имя Хахольд распространено в немецкоязычных районах. Близ Фрайзинга имя относительно часто использовалось с VIII века, кроме того, оно появилось вместе с именем Арнольд в XIII веке, которое также использовалось в течение четырёх поколений в роду Хахот. Теория происхождения Хахольда имела давнюю традицию, так как Венгерская иллюстрированная хроника сохранила только повествование о так называемой гесте эпохи короля Венгрии Стефана V (1270—1272), составленное магистром Акошем.
Дед Николая Хахольд IV (упоминается в 1251—1275) уже называл себя «лордом Алсолендвы» (сегодня Лендава, Словения) в 1272 году, доказывая, что он владел и, возможно, сам построил замок к тому времени. Как ишпан комитата Вараждин, Стефан представлял королевскую власть на этой территории против подавляющих сил клана Кесеги в последние годы правления Андраша III. После исчезновения династии Арпадов в 1301 году королевская власть рухнула, и дюжина лордов, или «олигархов», которые к тому времени достигли де-факто независимость монарха усиливала его автономию. Один из этих олигархов последнего поколения, Янош Кесеги, осадил и оккупировал Алсолендву около 1314 года (ранее историки Янош Карачсони и Эрик Фюгеди неправильно идентифицировали Ивана Кесеги как воюющего и установили 1292 год для даты осады). Был ли Иштван Хахот ещё жив во время этого акта, неизвестно, так как он исчез из источников после 1297 года, но его сын Николай впервые упоминается в современных записях только в 1317 году.

## Ранняя карьера

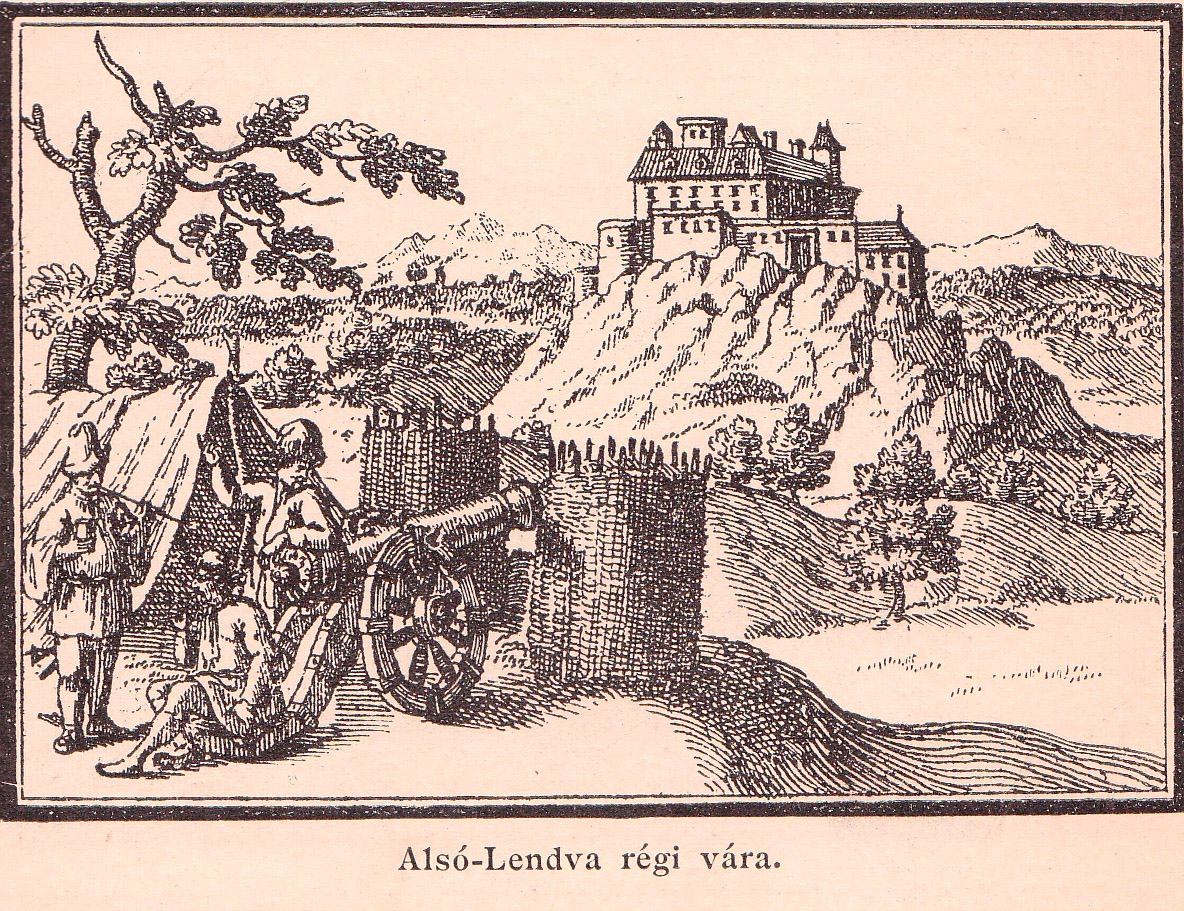
Замок Алсолендва, резиденция Миклоша Хахота

Поскольку он участвовал в объединительной войне Карла I Венгерского против олигархов в соответствии с королевской хартией, историк Эва Б. Халаш считает, что Миклош (Николас) родился в первой половине 1290-х годов. С 1319 по 1323 год он часто упоминался как королевский оруженосец и королевский юноша (латынь: aule iuvenis) при дворе Карла и назывался «vir nobilis magister Nicolaus», доказывающий его социальный статус лакландии после военной кампании Кесегиса. «Храбрый солдат», Николай был верным сторонником молодого короля, поскольку он мог надеяться на восстановление утраченных семейных землевладений и замков только от успешного восстановления сильной королевской власти Карлом. Согласно вышеупомянутой королевской хартии 1319 года, Николай участвовал в войне против Стефана Милутина, короля Сербии, за рекой Савой, когда Карл I восстановил контроль над Белградом и захватил крепость Мачва (сегодня Мачва, Сербия), чтобы восстановить банат Мачва. За свои заслуги Николасу был возвращен замок Алсолендва и окружающие его деревни от Карла I Венгерского в 1323 году, который, как говорилось в одной из его хартий, к этому году «полностью овладел» своим королевством и закрепил королевское превосходство над всей страной. Николаса называли ишпаном (то есть судьей) подданных королевы. Как магистрат, он руководил восстановлением и юридическим устройством королевских поместий, которые были произвольно узурпированы провинциальными лордами в предыдущие десятилетия.
В 1324 году Николай Хахот был назначен ишпаном комитата Зала. После распада доминиона клана Кесеги и восстановления административной функции его главной задачей как ишпана было представлять королевскую власть и обеспечивать стабильность и военную консолидацию на западной границе. Он занимал этот сан почти двадцать лет до 1343 года. Внутренний мир и увеличение королевских доходов укрепили международное положение Венгрии в 1320-х годах. 13 февраля 1327 года Карл Венгерский и Иоанн Богемский подписали союз против Габсбургов, оккупировавших Прессбург (ныне Братислава, Словакия). Когда Оттон Веселый искал помощи и защиты у Карла Роберта против своих собственных братьев, Фридриха Справедливого и Альберта Хромого, венгерские и чешские войска совместно вторглись в Австрию летом 1228 года. Венгерскую королевскую армию возглавлял Стефан Лакфи. Тем временем Николай Хахот командовал небольшим вспомогательным подразделением в Штирии, чтобы победить Ульриха I Вальзее, который ранее аннексировал Муракёз (ныне Меджимурье в Хорватии). Там Николай осадил и захватил два замка, Хабурне и Пертльштайн, но весь регион вернулся под венгерский сюзеренитет только в 1337 году.
Николай Хахот был одним из тех, кто был назначен судьей из числа знати в мае 1330 года над родом Зах, один из видных членов которого, Фелициан Зах пытался убить королевскую семью 17 апреля 1330 года в Вишеграде. После суда несколько членов клана Зах были заключены в тюрьму, казнены или сосланы. С 1333 по 1343 год Николай Хахот служил мастером лошади при королевском дворе Елизаветы Польской, четвёртой жены короля Карла. В последующем десятилетии он несколько раз был назначен судьей ad litem в различных судебных процессах, постоянно проживая в Вышеграде, тогдашней столице король Венгерского королевства.

## Бан Славонии и Хорватии

### Первый срок
Венгерский король Карл I Роберт Анжуйский умер 16 июля 1342 года. Его преемником стал старший шестнадцатилетний сын Людовик I Великий, унаследовавший от Карла централизованное королевство и богатую казну. 18 мая 1343 года Людовик назначил Николаса Хахота баном Славонии (его настоящий титул был «Баном всей Славонии»), заменив Микоша Акоша, который умер на этом посту. Согласно королевской грамоте, Николай отправился в путь из Вишеграда в Славонию на следующий день . Во время назначения Николасу также был предоставлен castrum Lenti, бывшее поместье опального Кесеги. В предыдущие десятилетия Карл безуспешно пытался восстановить королевскую власть в Хорватии и Славонии. Хотя владычество Младена II Шубича рухнуло в 1322 году, его самый сильный соперник Иван Нелипич расширил свое господство над Южной Хорватией. Карл Венгерский приказал бану Николасу Фелселендваи и Стефану II Котроманичу начать совместное наступление против Нелипича, но их экспедиция в конечном итоге провалилась. Много лет спустя преемник Фелселендваи Микош Акош вторгся в Хорватию, чтобы подчинить местных баронов, которые захватили бывшие замки Младена Шубича без одобрения короля, но Джон Нелипич разгромил войска бана в 1326 году. Следовательно, королевская власть в Хорватии оставалась лишь номинальной во время правления Карла, в то время как Славония была включена в состав королевской короны.

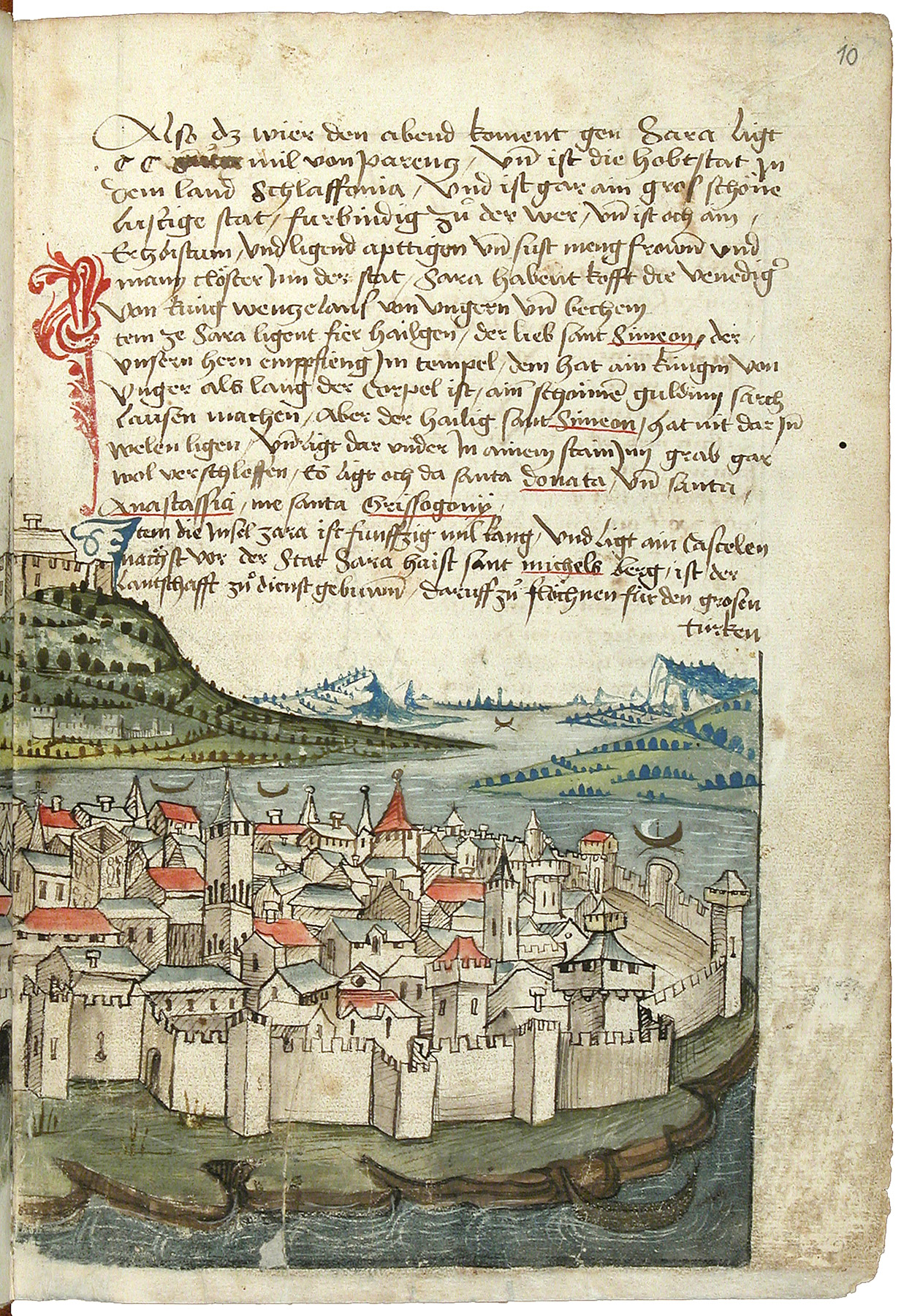
Изображение Задара в Позднее Средневековье, Конрад фон Грюненберг

Иоанн Нелипич правил почти всей Хорватией за горой Гвоздь де-факто независимо от Книна до своей смерти в 1344 году. После этого король Людовик Великий приказал Николасу Хахоту начать кампанию в Хорватии осенью 1344 года (Николай не выдавал никаких грамот с августа по ноябрь из-за своего военного мандата). Его армия беспрепятственно прошла до крепости Книн, которую защищала вдова Нелипича Владислава от имени их несовершеннолетнего сына и наследника Иоанна II. Николай не пытался осадить замок, вместо этого разграбил окрестные земли и деревни. Опасаясь возможности длительной осады, Владислава попросила мира и присягнула на верность Людовику. Венецианская республика, которая десятилетиями пользовалась хорватской феодальной анархией и получила контроль над Сплитом и Нином, приобретя большую часть побережья от реки Зрманья до устья Цетины с 1320-х годов, пыталась предотвратить венгерскую экспансию дипломатическими средствами. Венецианцы убедили вдову не сдавать Книн армии Николая, одновременно стремясь создать антивенгерскую коалицию среди хорватских лордов и прибрежных городов Далмации. В результате, Людовик лично прошёл через Бихач в Хорватию в июле 1345 года и вынудил Владиславу и её сына сдаться без каких-либо военных действий. Григорий Курьякович, граф Корбавии и другие хорватские дворяне также уступили ему во время его пребывания в Загребе. От имени своего короля Николас Хахот вел переговоры с Владиславой об условиях капитуляции, когда она согласилась сдать четыре замка. Таким образом, Людовик восстановил королевскую власть в Хорватии и умиротворил страну к концу 1345 года.
С августа 1345 года Николас Хахот провозгласил себя баном Славонии, Хорватии и Далмации, объединив эти две должности и распространив свое влияние также на хорватские территории, чтобы представлять королевскую власть. Это означало восстановление достоинства бана Хорватии, титул которого на протяжении десятилетий произвольно удерживался Шубичами. До Николая последним человеком, занимавшим пост бана Хорватии, был Иоанн Бабонич в течение короткого времени в 1322 году. Последним, кто был назначен венгерским монархом и выполнял фактические функции, был Николас Гуткелед в 1275 году. Николас Хахот — единственный известный бан 14-го века, который заключил договор аренды палаты. Он издал такой документ 11 ноября 1344 года в Загребе, когда сдал в аренду славонскую палату за 300 бановац пяти бюргерам: Джеймсу, сыну Влфардуса из Загреба, в дополнение к братьям Николасу, Рафаэлю и Михаилу, сыновьям Павла, и Зуетку, сыну Стаулена, все четверо происходили из Копривницы. Николас Хахот также подписал с ними контракт о передаче доли банате в сборе налогов в течение одного года.
Жители Задара восстали против Венецианской республики и признали сюзеренитет Людовика. Город также направил свою делегацию в Загреб, но задержался, а Людовик тем временем вернулся в Вишеград. Венеция решила защитить свои интересы в Далмации, заручилась поддержкой или нейтральными позициями других далматинских портов, таких как Нин, Дубровник, Трогир и Раб, собрала войска и неожиданно начала осаду города и окружающих замков 12 августа 1345 года. Согласно сообщениям, Николас Хахот лично выступил посредником между Людовика и Задара и призвал бюргеров к активному восстанию. Людовик отправил Стефана Котроманича на помощь горожанам Задара, но его армия не сражалась против венецианцев. Согласно хронике, написанной анонимным монахом-миноритом, Венеция подкупила венгерских командиров Стефана Котроманича и Николаса Хахота, чтобы они не вмешивались в перестрелку. Брат Людовика, Андрей, герцог Калабрийский, был убит в Аверсе 18 сентября 1345 года, что привело к возникновению неаполитанского вопроса, маргинализировав далматинскую кампанию. В апреле 1346 года Людовик выступил в Далмацию, чтобы освободить Задар, но венецианцы снова подкупили его командиров, Котроманича, Лакфи и Хахота, согласно вышеупомянутой хронике. Когда 1 июля горожане вспыхнули и атаковали осаждающих, королевская армия не смогла вмешаться, и венецианцы одолели защитников за стенами города. Хотя король поручил Николаю организовать снабжение города продовольствием, запрет запоздало и медленно выполнил эту задачу. В результате граждане сочли его предателем. Не имея военной поддержки со стороны Людовика, Задар сдался венецианцам 21 декабря 1346 года.
Согласно хартии, Николай Хахот был ранен в столкновениях с Венецией в Задаре . Через несколько дней после июльской неудачи Людовик уволил его с поста бана Славонии и Хорватии и заменил Николасом Сечи, одним из самых влиятельных баронов второй половины XIV века. Этот факт может подтвердить информацию монаха-минорита в связи со взяточничеством. В то время как историки Дьюла Кристо, Пал Энгель и Антал Пор приняли теорию монаха, Б. Халаш утверждал, что Николай не потерял своего политического влияния, так как несколько раз выступал в качестве судьи ad litem в Буде в течение 1347 года, а также получал земельные пожертвования от Людовика в течение этого времени. Для Людовика Неаполитанское королевство стало более важной ареной, чем Далмация и Задар, где Николас Хахот, имевший десятилетний военный опыт, мог бы оказать гораздо большую услугу королю, подчеркнул Б. Халаш.

### Второй срок
Анонимный монах-минорит рассказал в своей работе, что Николай Хахот был среди тех баронов, которые сопровождали посмертного сына герцога Андрея, младенца Карла Мартела, которого перевели из Неаполя в Вышеград в феврале 1348 года. Людовик признал своего племянника законным правителем Неаполя, а также предъявил права на регентство в королевстве во время несовершеннолетия Карла Мартелла. Король назначил Николаса наставником маленького герцога, но Карл Мартель умер всего через три месяца после его прибытия 10 мая 1348 года. Примерно в августе 1349 года Николас во второй раз стал ишпаном графства Зала. Он занимал эту должность до декабря 1351 года.
В 1351 году Людовик Великий назначил своего младшего брата Стефана герцогом Хорватии и Далмации, а в 1353 году окончательно доверил ему управление Славонией. Политическая роль Стефана, тем не менее, была довольно незначительной, несмотря на то, что он был предполагаемым наследником после смерти своего племянника Карла Мартелла. Людовик восстановил Николая в объединённом достоинстве бана Хорватии, Далмации и Славонии для управления провинцией от имени герцога Стефана в апреле 1353 года, заменив Стефана Лакфи, который умер на своем посту . Летом 1354 года и герцог Стефан, и Николай Хахот участвовали в военной кампании Людовика против Сербской империи, вынудив Стефана Душана уйти из региона вдоль реки Сава. Герцог Стефан умер во время пандемии во время экспедиции 9 августа 1354 года. Новорожденный Иоанн был назначен герцогом Славонии после смерти своего отца, а его мать Маргарита была номинальным регентом, но на самом деле провинцией управлял Николай, Маргарита и её сын даже проживали в Буде до середины 1355 года.
Воспользовавшись внутренней войной внутри клана Шубичей, венгерский король Людовик Великий решил завладеть оставшимися далматинскими городами. После смерти Младена III Шубича в 1348 году Клисом и Скрадином управляла его вдова Елена от имени их сына Младена IV. Она не смогла защитить города от многочисленных претендентов, она обратилась за помощью к своему брату Стефану Душану, который послал армию во главе с рыцарем Палманом и Джурашем Илиичем, чтобы защитить Клис и Скрадин соответственно. Людовик поручил Николасу начать кампанию против фортов в 1355 году. Сербы не смогли выдержать натиска венгерской армии. По приказу короля Николас Хахот осадил и захватил Клис и Омиш . После этого Сербия начала распадаться после смерти Стефана Душана в декабре 1355 года. Весной 1356 года между Венгерским королевством и Венецианской республикой разразилась новая война за Далмацию, и королевский двор решил прекратить автономию герцогства Славония, таким образом Маргарита была лишена номинального регентства. Несмотря на свой военный успех несколько недель назад, Николас также был лишен сана и заменен Лейстахом Пакси. В следующем году он был назначен управляющим казначейством при дворе Елизаветы Боснийской, второй королевы-консорта Людовика I. Кроме того, он также выполнял функции как ишпан королевского поместья Сегесд, расположенного в комитате Шомодь. Николас Хахот умер в 1359 году.

## Семья
У Николаса Хахота было шесть сыновей и дочь от брака с неизвестной дворянкой. Его сыновья поступили на политическую службу только в 1360-х годах, после смерти своего отца. Они стали называть себя Банфи (или Банффи), что означает «сын бана», ссылаясь на своего влиятельного и глубоко уважаемого отца, который был баном Далмации и Хорватии и таким образом восстановил королевскую власть над страной после семи десятилетий. Двое сыновей Николая, Иштван I и Янош I Банфи, сами также служили банами Хорватии совместно с 1381 по 1385 год, в то время как последний тоже был баном Мачвы в 1386—1387 годах. Могущественная семья Банфи, процветавшая до 1645 года, происходила непосредственно от Яноша, поскольку ветвь Иштвана вымерла через два поколения. Два других сына Николаса Хахота, Франц и Николай VIII, умерли раньше своего отца, не оставив потомства, в то время как у Николая I Банфи было три дочери, не оставив наследника мужского пола. Ветвь шестого сына Ладислава также вымерла через три поколения, так как у его сына Сигизмунда было по меньшей мере шесть дочерей, но ни одного сына. Единственная неопознанная дочь Николаса вышла замуж за Генри Рогончи, потомка заклятого врага Хахотов, семьи Кесеги.